# Akayleb Evans
Akayleb Evans (Long Island, 22 giugno 1999) è un giocatore di football americano statunitense che milita nel ruolo di cornerback per i Minnesota Vikings della National Football League (NFL).

## Carriera

### Minnesota Vikings
Al college Evans giocò a football a Tulsa (2017-2020) e all'Università del Missouri (2021). Fu scelto nel corso del quarto giro (118º assoluto) del Draft NFL 2022 dai Minnesota Vikings. Debuttò subentrando nella gara del primo turno contro i Green Bay Packers mettendo a segno un tackle. Nella settimana 5 recuperò un onside kick contro i Chicago Bears. Nella settimana 10 fece registrare il suo primo fumble forzato contro i Buffalo Bills. Fu inserito in lista infortunati il 7 dicembre 2022. La sua stagione da rookie si chiuse così con 23 placcaggi in 10 presenze, 2 delle quali come titolare.